# Numa Pompilije
Prema predanju, Numa Pompilije (lat. Numa Pompilius) je bio drugi kralj Rima, poslije Romula. Vladao je Rimom od 714. pr. Kr. do svoje smrti 673. pr. Kr.
Bio je oženjen Egerijom, boginjom izvornosti i poroda, koja je kasnije u pisanim izvorima označena kao nimfa. Egerija ga je, kako kaže legenda, srela kod izvora u svetoj šumici. Numa je bio kasnije slavljen zbog svoje pobožnosti. 
U znak zahvalnosti, rimski bog rata, Mars mu je poslao štit na kojem se nalazilo pismo proročanstva za koje je vezana sudbina grada Rima. Spoznajući važnost ovog štita, Numa je dao izraditi još jedanaest drugih istih štitova. Ti štitovi su poznati pod latinskim nazivom ancile (sveti štit kralja Nume) i bili su nošeni u procesiji salijskih svećenika u drevnom Rimu.
Po Numinoj smrti 673 pr. Kr., Egerija ga je pretvorila u bunar i smjestila u aricijsku šumu u Latiji, mjesto obožavanja Dijane, boginje mjeseca, divljih životinja i šume. 
| Prethodnik:                         | Rimski kralj | Nasljednik:                                 |
| Romul (753. pr. Kr. - 715. pr. Kr.) | Rimski kralj | Tul Hostilije (673. pr. Kr. - 642. pr. Kr.) |